# Portulaca gilliesii
Portulaca gilliesii (flor de seda) es una planta anual suculenta de la familia de las Portulacaceae, que puede alcanzar 3 dm de altura. Es nativa de Sudamérica, y naturalizada mundialmente; en muchas regiones agrícolas, es considerada maleza, y hay evidencia que la especie vivía en la región del lago Crawford (Ontario) hacia 1430-89, sugiriendo que alcanzó Norteamérica en la era precolombina. No se ha comprobado que posea subespecies, listadas en Catalogue of Life.

## Descripción
Tiene tallos lisos, carnosos, mayormente postrados; rojizos con pelos axilares, y con rámulos; hojas alternas en conjuntos en el tallo y en su extremo. Las flores solitarias, rojo purpúreas, sésiles, con cinco partes regulares y 6 mm de ancho. Pétalos redondos, escotados en el ápice. Florece a fines de primavera, y continua hasta mediados del otoño. Frutos cápsulas subglobosas, sésiles, semillas pequeñas de 0,5 mm pardusco amarillentas. Tolera muy bien sequía. 

## Hábitat
Es una especie que prospera en sitios no disturbados como banquinas, vías del ferrocarril, por lo que se adapta muy bien como maleza en labranza cero.

## Resistencia al herbicida sistémicoglifosato
Esta especie dificulta, como maleza, la siembra directa de cultivos de verano. En la Argentina, el uso de glifosato como herbicida sistémico, a las dosis comunes (3 L/ha producto comercial al 48 % p.a.), controla un 30% de P. gillesi; y aún máximas comunes de 5 L/ha controla hasta un 80 % de la maleza. Para controlar el 98 %, se necesitan 10 L/ha

## Taxonomía
Portulaca gilliesii fue descrita por William Jackson Hooker y publicado en Botanical Magazine 58: t. 3064. 1831.
Sinonimia
- Portulaca arenicola Poelln.
- Portulaca gilliesii var. chacoensis D.Legrand
- Portulaca pilosa var. eriophora Hauman[5]